# Tòa nhà Begich
Tòa nhà chung cư Begich là một tòa nhà ở thành phố nhỏ thị trấn Whittier, Alaska. Tòa nhà này thu hút sự chú ý vì hoạt động như một tòa thành quy mô nhỏ. Phần lớn dân số tại thị trấn Whittier cư trú ở tòa nhà này. Cũng vì việc chứa nhiều cơ sở công cộng cần thiết, tòa nhà đã khiến thị trấn Whittier có biệt danh là "thị trấn trong một tòa nhà".

## Lịch sử
Quân đội Mỹ đã từng xây dựng hai tòa nhà nguyên khối là tòa Begich (còn gọi là tòa BTI) và Tòa nhà Buckner sát cạnh nhau làm căn cứ, nhưng căn cứ đã bị đóng vào cuối những năm 1950 sau khi cắt giảm quốc phòng và việc phát minh ra tên lửa đạn đạo xuyên lục địa khiến hai tòa nhà trở nên lỗi thời. Sau đó, nơi này đóng cửa và trở nên hoang phế.
Nhiều năm sau, Whittier được hợp nhất thành một thành phố, còn những tòa tháp nguyên khối này được đặt tên để tôn vinh Hạ nghị sĩ Alaska Nick Begich. Điều này được thực hiện vào năm 1973.
Thị trấn Whittier chỉ bắt đầu hồi phục khi giá dầu giảm mạnh vào cuối những năm 1980. Whittier chào đón nhóm cư dân đầu tiên và dần dần có thêm người từ bang Hawaii, vùng lãnh thổ Samoa, đảo Guam (đều thuộc lãnh thổ Mỹ), Philippines đến lập nghiệp. Cách duy nhất để vào thị trấn là đi bằng đường biển hoặc đi đường hầm qua núi mà mỗi lần chỉ đi được một chiều. Hầm đóng cửa vào ban đêm.

## Chức năng
Tuy nhiên, điều khiến nơi đây trở nên đặc biệt so với những vùng hẻo lánh khác của nước Mỹ là có hơn 200 người dân, tức là hầu hết số dân của toàn thị trấn đều dồn về sống cùng nhau trong tòa nhà Begich 14 tầng. Tòa nhà chung cư Begich còn được xây dựng kiên cố để có thể chống lại điều kiện thời tiết khắc nghiệt của nơi đây với 6 tháng mùa mưa, 6 tháng tuyết rơi lạnh giá mỗi năm, cùng với vận tốc gió có thể lên tới 130km/h.
Karen Dempster, chủ tịch hội đồng quản trị của Hiệp hội những người sở hữu căn hộ tại Tòa tháp Begich cho biết ngày nay có khoảng 100 người sống ở đó, "chênh lệch trên dưới 20 người tới hoặc rời đi".
Bệnh viện, trường học, dịch vụ công cộng và chính quyền được thành lập, biến tòa nhà trong thị trấn này thành một xã hội thu nhỏ.
Cư dân Whittier làm nhiều nghề khác nhau, trong đó có đánh bắt cá, kinh doanh dịch vụ vui chơi, giải trí, du lịch. Bên dưới đường hầm này có một căn phòng đông lạnh lưu trữ thịt, bánh mì, kem để dành cho mùa đông. Tòa nhà này được coi là một "thành phố thu nhỏ", gồm có cả bệnh viện, bưu điện, sở cảnh sát, tạp hóa, tiệm giặt là, bể bơi... tất cả chỉ cách nhau bằng một chuyến đi thang máy. Người dân Whittier thậm chí có thể mặc đồ ngủ hay đi dép lê đi làm vì cơ quan, công ty chỉ cách nhà ở vài bước chân hoặc một vài tầng. Họ cũng không phải đưa con cái đến trường bởi một đường hầm được đào thẳng từ chung cư tới trường học giúp trẻ em tự đi lại an toàn.
Bên trong tòa chung cư Begich còn có một khu vực dành cho khách du lịch. Căn phòng dành cho khách du lịch được trang bị ống nhòm, cho phép các du khách có thể quan sát cá voi bơi lội ở ngoài biển hay xem dê ăn cỏ trên các sườn núi.
Có tin đồn rằng một số người không bước ra khỏi tòa nhà Begich suốt vài tuần, vài tháng, thậm chí vài năm. Do sống trong môi trường khép kín, sự riêng tư tại đây đã trở thành một vấn đề. Một số cư dân ở tòa nhà chung cư Begich đã chuyển ra ngoài để tìm kiếm cảm giác thoải mái.